# 駐朝鮮外交機構列表

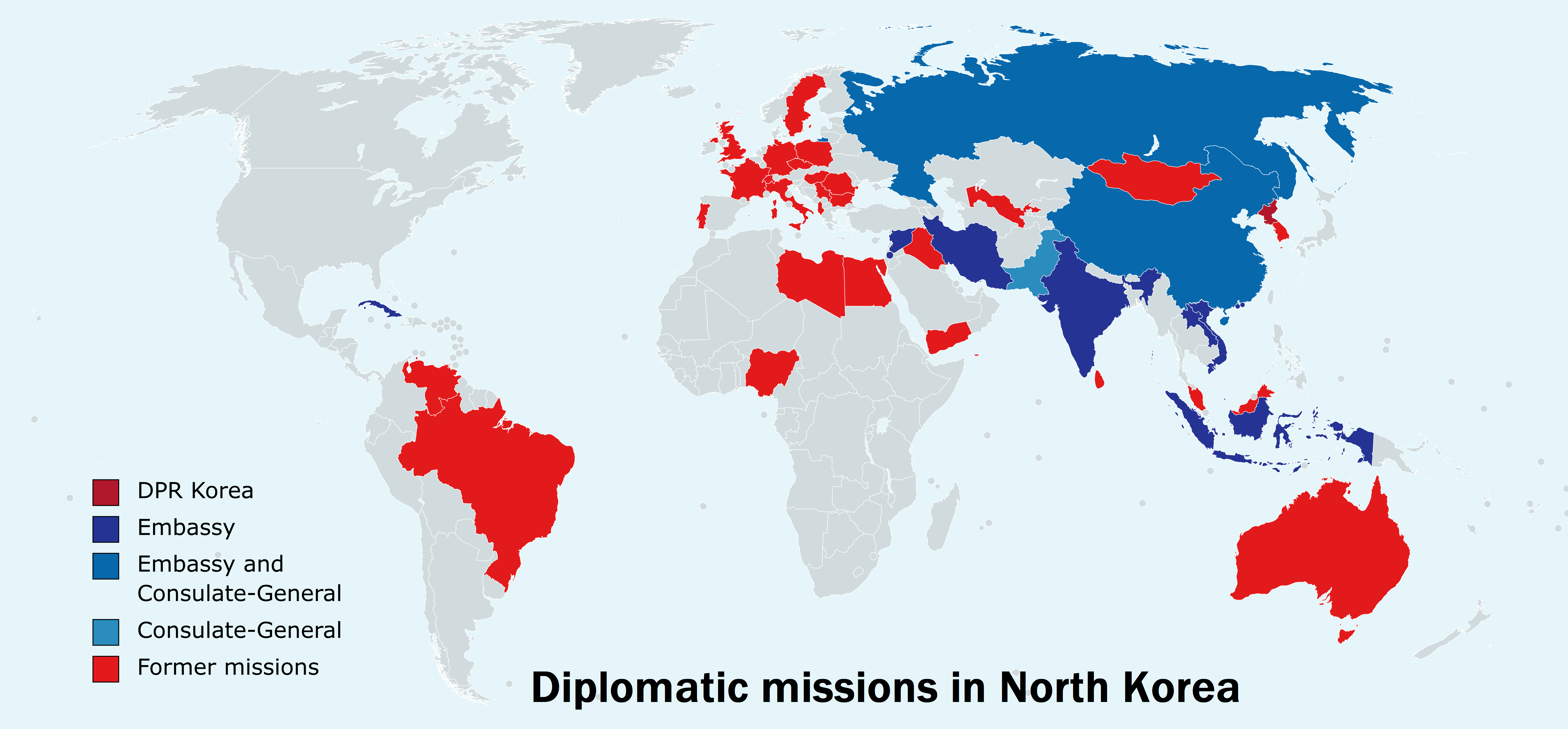
在朝鲜驻有外交代表机构、领事机构的国家分布

朝鲜民主主义人民共和国首都平壤目前驻有25国家大使馆。这些大使馆绝大多数位于大同江區域的紋繡洞外交使館區域 (외국공관단지) 。其他部分国家则由其在北京、首尔、河内的使馆负责对朝鲜的外交事务。

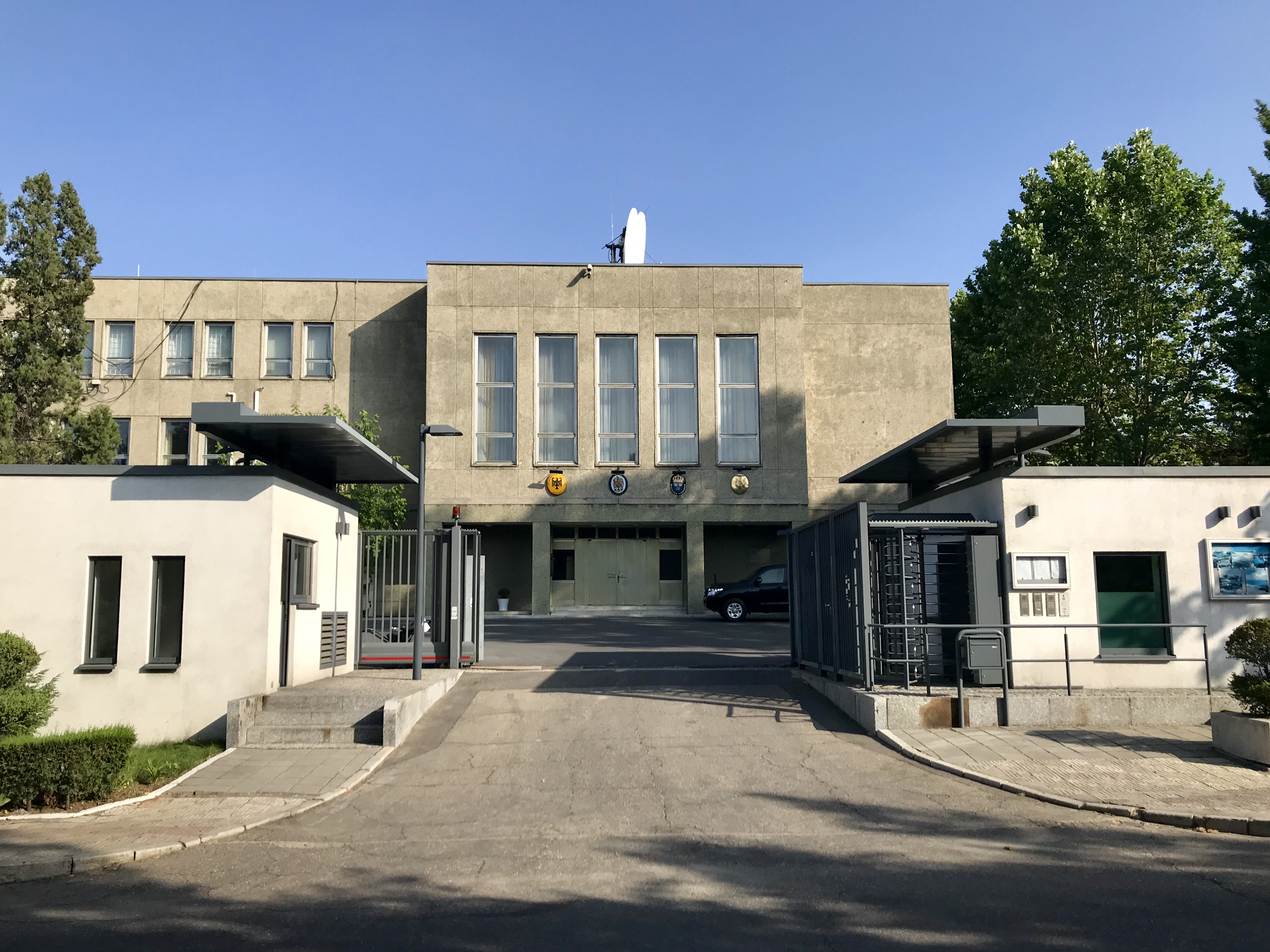
紋繡洞外交使館區域

由于没有外交领事机构，平壤的瑞典大使館作为加拿大，澳大利亚和美国的利益代表，同时为北欧其余4国（丹麦，挪威，冰岛和芬兰）公民提供领事协助，还代表意大利，西班牙和北欧其余4国受理签证申请。同时，平壤的英國大使館可以向任何没有在朝鲜设有领事机构的英联邦国家的公民提供领事协助，但新加坡和坦桑尼亚除外，因为退出了相关协定。
一些国家的使馆开放时期有所间断，例如澳大利亚驻平壤的大使馆曾于1975年开馆，后来由于在一项联合国决议中投票反对朝鲜而被迫闭馆，尽管澳大利亚有意重开使馆但是目前仍然没有成功。其他许多国家如阿尔巴尼亚、南斯拉夫、伊拉克、南也门、利比亚、葡萄牙、斯里兰卡和匈牙利也曾经在平壤拥有使馆，但是关闭之后仍未恢复开馆。
但是，很多西方国家在21世纪的第一年在平壤设立了大使馆，目前共有7个欧盟国家在平壤拥有大使馆。巴西也于2009年7月在平壤设立了其大使馆，是首个在朝鲜设立大使馆的南美国家。之后委内瑞拉在2019年8月在平壤设立大使馆。
俄罗斯、中华人民共和国和巴基斯坦的使馆不位于纹绣洞使馆区内，并且面积也比其他国家的使馆都要大。

## 大使馆

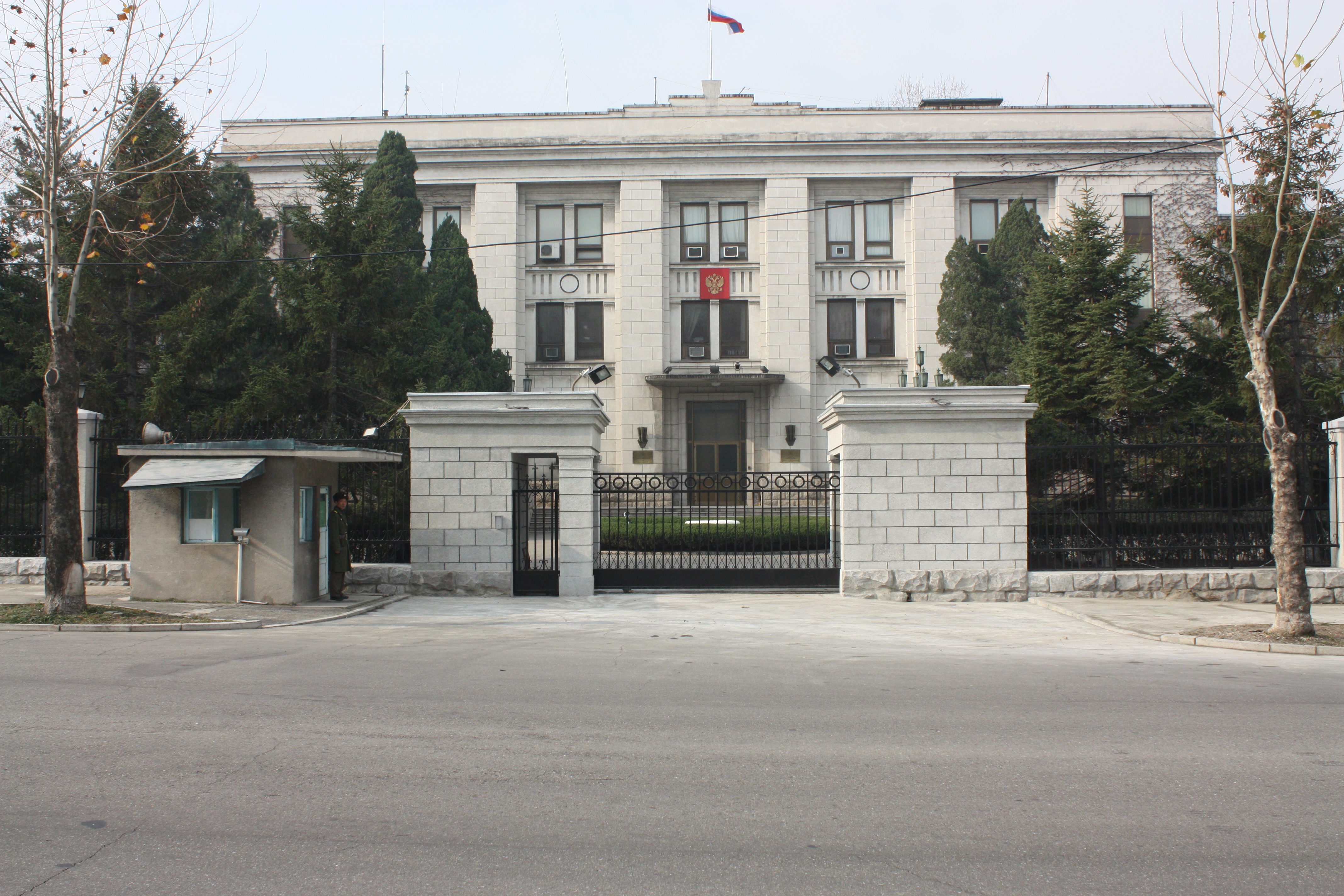
俄罗斯驻朝鮮大使馆

各国驻朝鲜大使馆皆位于朝鲜首都平壤。
| - 柬埔寨大使館 - 中国大使館 - 古巴大使館 - 埃及大使館 - 印度大使館 - 印度尼西亞大使館 - 伊朗大使館 - 大使館 | - 蒙古国大使館 - 尼加拉瓜大使馆 - 奈及利亞大使館 - 巴基斯坦大使館 - 巴勒斯坦大使館 - 俄羅斯大使館 - 叙利亚大使館 - 委內瑞拉大使館 - 越南大使館 |

## 办公室
- 瑞士（瑞士交流与合作办公室）[24]
- 法國（法国驻朝鲜合作局）[25]
- 大韓民國（南北共同联络事务所）[26] （已关闭，2020年6月16日被朝鲜人民军炸毁）

## 总领事馆
清津（2处）
- 中华人民共和国总领事馆[27]
- 俄羅斯总领事馆

## 非常任大使
驻中华人民共和国大使兼辖（北京）
| - 阿尔巴尼亚 - 緬甸 - 喀麦隆 - 智利 - 哥伦比亚 - 賽普勒斯 - 衣索比亞 - 匈牙利 - 冰島 - 牙买加 - 黎巴嫩 - 北馬其頓 - 馬爾他 | - 马拉维 - 阿曼 - 秘魯 - 菲律賓 - 卢旺达 - 新加坡 - 塞舌尔 - 斯洛維尼亞 - 塞爾維亞 - 南非 - 斯里蘭卡 - 坦桑尼亚 - 泰國 - 突尼西亞 - 尚比亞 - 辛巴威 |

驻大韩民国大使兼辖（首尔）
| - 奥地利 - 比利时 - 丹麦 - 西班牙 - 芬兰 - 希腊 - 爱尔兰 - 義大利 - 墨西哥 - 荷蘭 - 新西兰 - 挪威 - 土耳其 |

驻日本国大使兼辖（东京）
| - 塞内加尔 |

## 前大使馆
- 马来西亚 （马来西亚驻朝鲜大使馆（朝鲜语：주조 말레이시아 대사관））